# Salcito
Salcito község (comune) Olaszország Molise régiójában, Campobasso megyében.

## Fekvése
A megye nyugati részén fekszik. Határai: Bagnoli del Trigno, Civitanova del Sannio, Fossalto, Pietracupa, Poggio Sannita, San Biase, Sant’Angelo Limosano, Schiavi di Abruzzo és Trivento.

## Története
A települése a longobárd időkben alapították Salectum néven. A következő századokban nemesi birtok volt. A 19. században nyerte el önállóságát, amikor a Nápolyi Királyságban felszámolták a feudalizmust.

## Népessége
A népesség számának alakulása:

## Főbb látnivalói
- San Basilio Magno-templom